# خندق اليابان

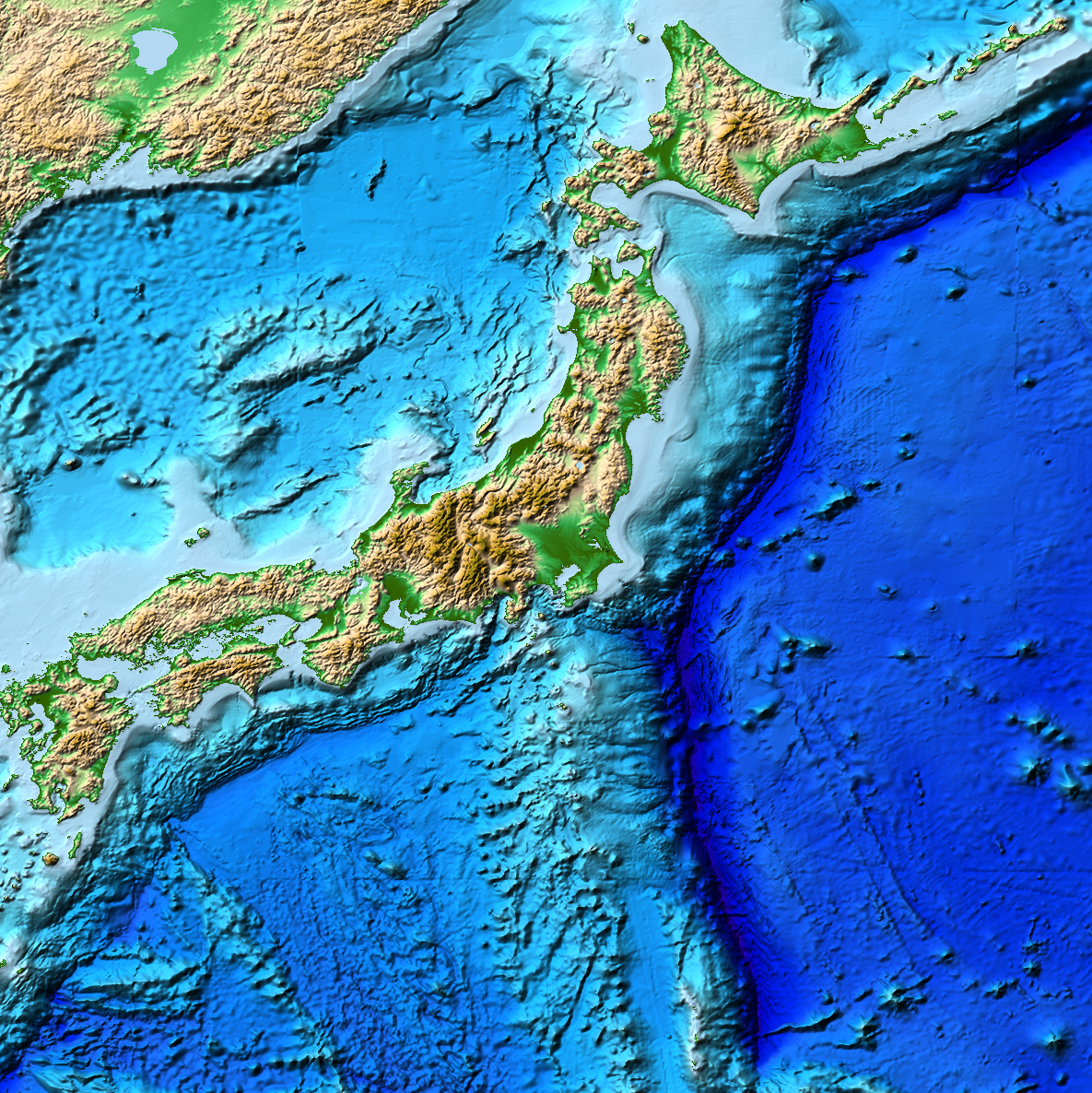
خريطة خندق اليابان

خندق اليابان هو خندق محيطي في القشرة الأرضية يبلغ طوله 800 كم. أُنشِئ هذا الخندق بعد عملية اندساس بين صفيحة صغيرة كانت في السابق جزءً من صفيحة أمريكا الشمالية. ويقع في شمال غرب المحيط الهادي وفي شرق اليابان ويبلغ عمق الخندق 9500 م. ويستمر هذ الخندق إلى الشمال مع خندق كوريل، وفي الجنوب مع خندق إيزو أوغاساوارا، وفي الغرب مع ممر ساغامي [الإنجليزية].